# Carcinisation

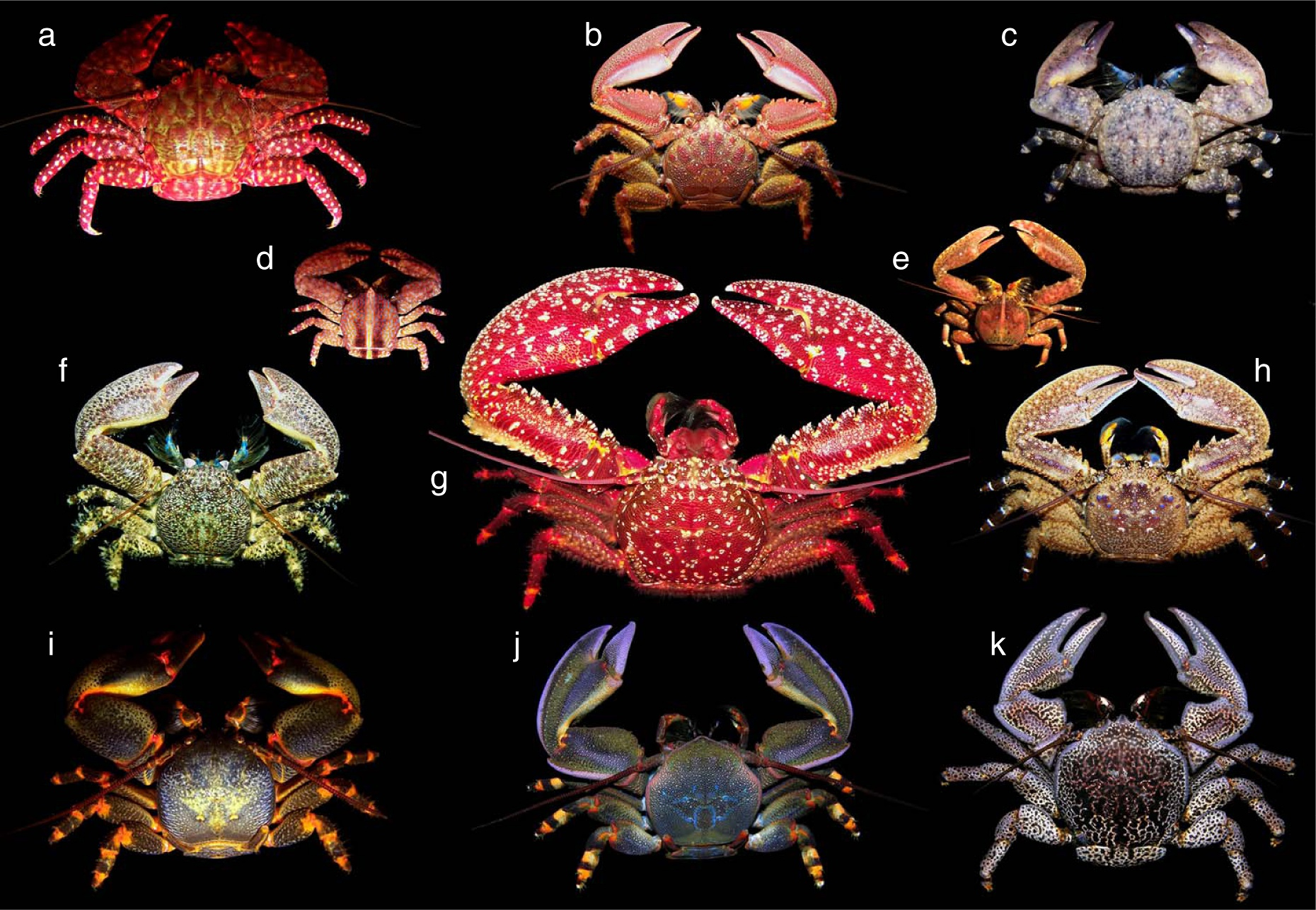
Les crabes porcelaine ressemblent aux crabes, mais sont plus proches des galathées et des bernard-l'hermites.

En biologie de l'évolution, la carcinisation, appelée aussi brachyourisation, est un processus évolutif chez les crustacés correspondant à l'acquisition d'une carapace entièrement calcifiée, la fusion des sternites au niveau ventral pour former un plastron, et une réduction du pléon (l'abdomen) replié sous le céphalothorax. Cette transformation d'une forme allongée à une forme aplatie est un exemple de convergence évolutive, amenant plusieurs espèces de crustacés non apparentées à évoluer vers des formes ressemblant à des crabes. Le terme fut introduit par Alexander Borradaile (en), le définissant comme « une des nombreuses tentatives de la Nature pour créer un crabe ».
Le processus évolutif inverse (perte secondaire du plan d'organisation qui donne le faciès crabe), appelé décarcinisation, est observé à de multiples reprises chez les vrais crabes (Brachyura) et les faux crabes (Anomura).

## Avantage sélectif
La carcinisation procure un fort avantage sélectif en fournissant une meilleure protection contre les prédateurs (mérous, rascasse, murènes, pieuvres, crocodiles, oiseaux, ratons, iguanes, singes) de plusieurs groupes de crabes qui sont le résultat d'un indiscutable succès évolutif. L'abdomen mou est en effet une cible privilégiée par ces prédateurs, ce qui explique que les Bernard-l’hermites logent leur abdomen mou et spiralé dans des coquilles vides, qu'ils abandonnent pour une autre plus grande quand leur croissance l’exige.

## Exemples
La carcinisation a eu lieu indépendamment dans au moins cinq groupes de crustacés décapodes, le plus important étant celui des crabes royaux,, dont on pense qu’il a évolué à partir des ancêtres des  pagures. Les autres exemples sont les Porcellanidae (les « crabes porcelaine »), le crabe de pierre Lomis hirta, le Crabe de cocotier Birgus latro, et bien sûr les vrais crabes (Brachyura). On notera toutefois que les « vrais » crabes ont 4 paires de pattes ambulatoires, contrairement aux crabes anomoures qui n'ont que 3 (la dernière paire non visible de l'extérieur étant très petite et normalement positionnée sous leur abdomen). 
Dans tous les cas, la carcinisation aboutit à un céphalothorax très élargi latéralement (alors que la plupart des crustacés sont allongés, comme les crevettes ou les langoustes), une première paire de pattes modifiées en pinces souvent massives, et une queue (abdomen) atrophiée et souvent repliée sous le céphalothorax. 

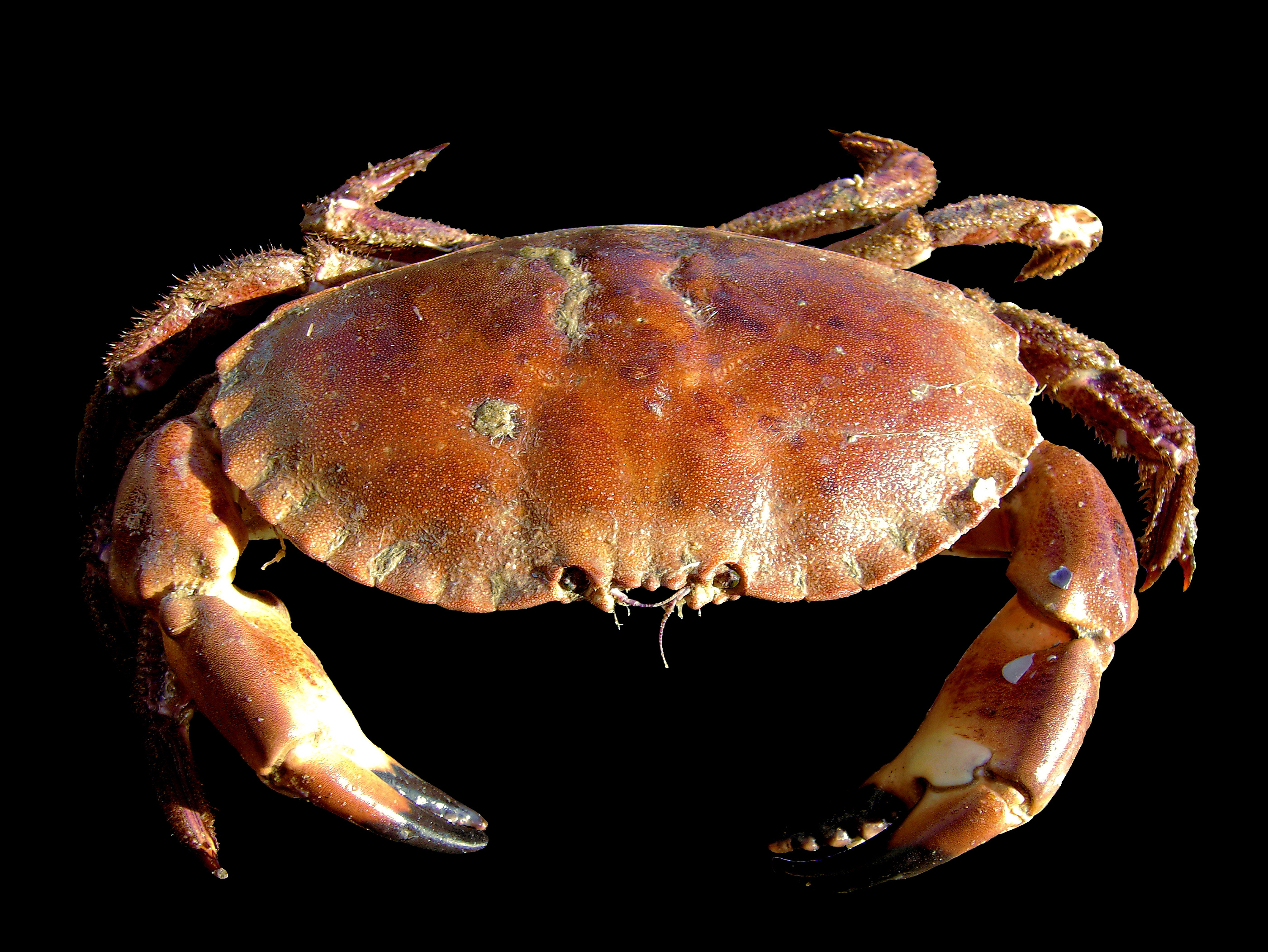
Tourteau (Cancer pagurus), un crabe « classique » (clade des Brachyura)
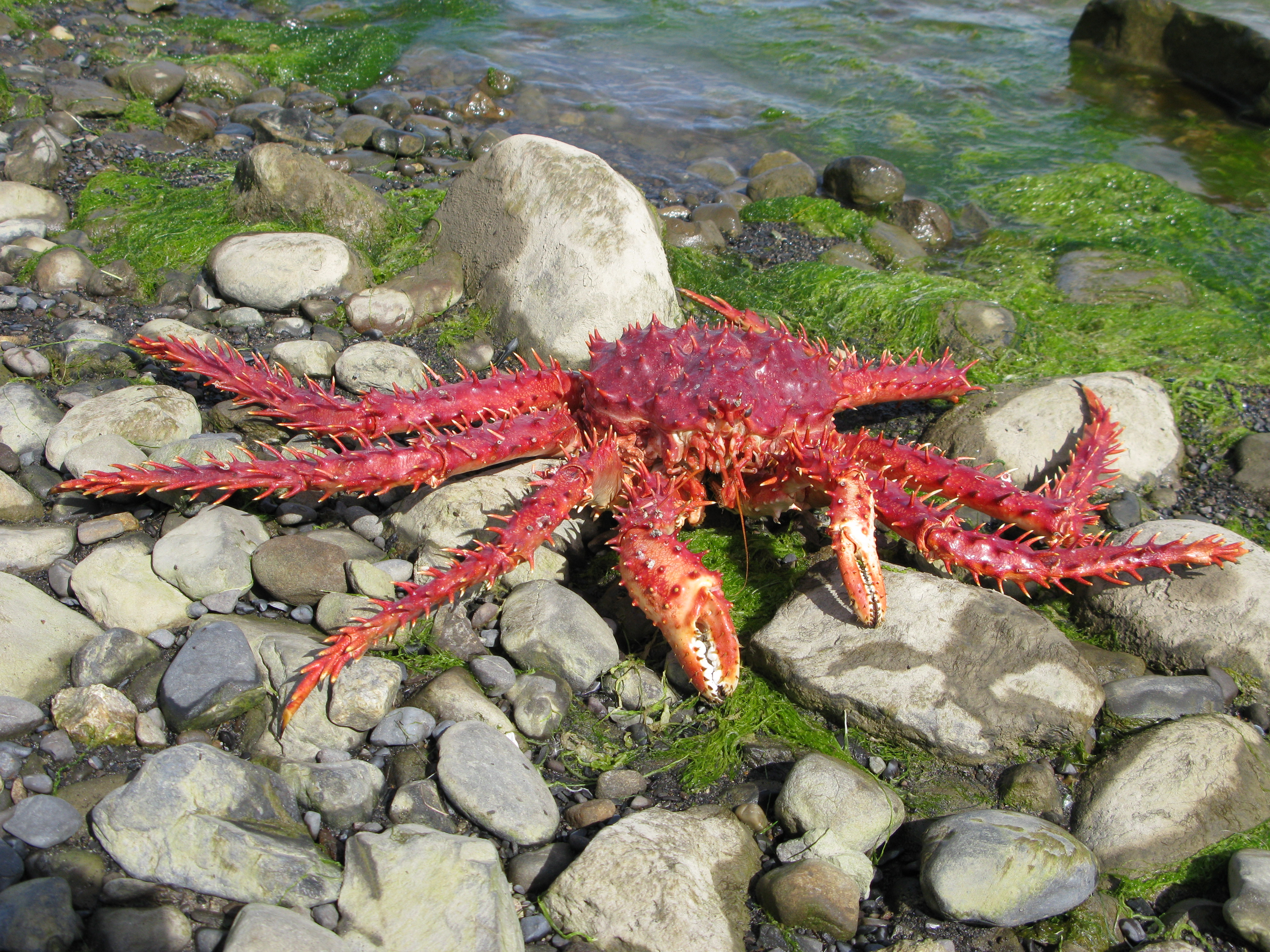
Un « crabe royal » (Lithodes santolla), crustacé anomoure
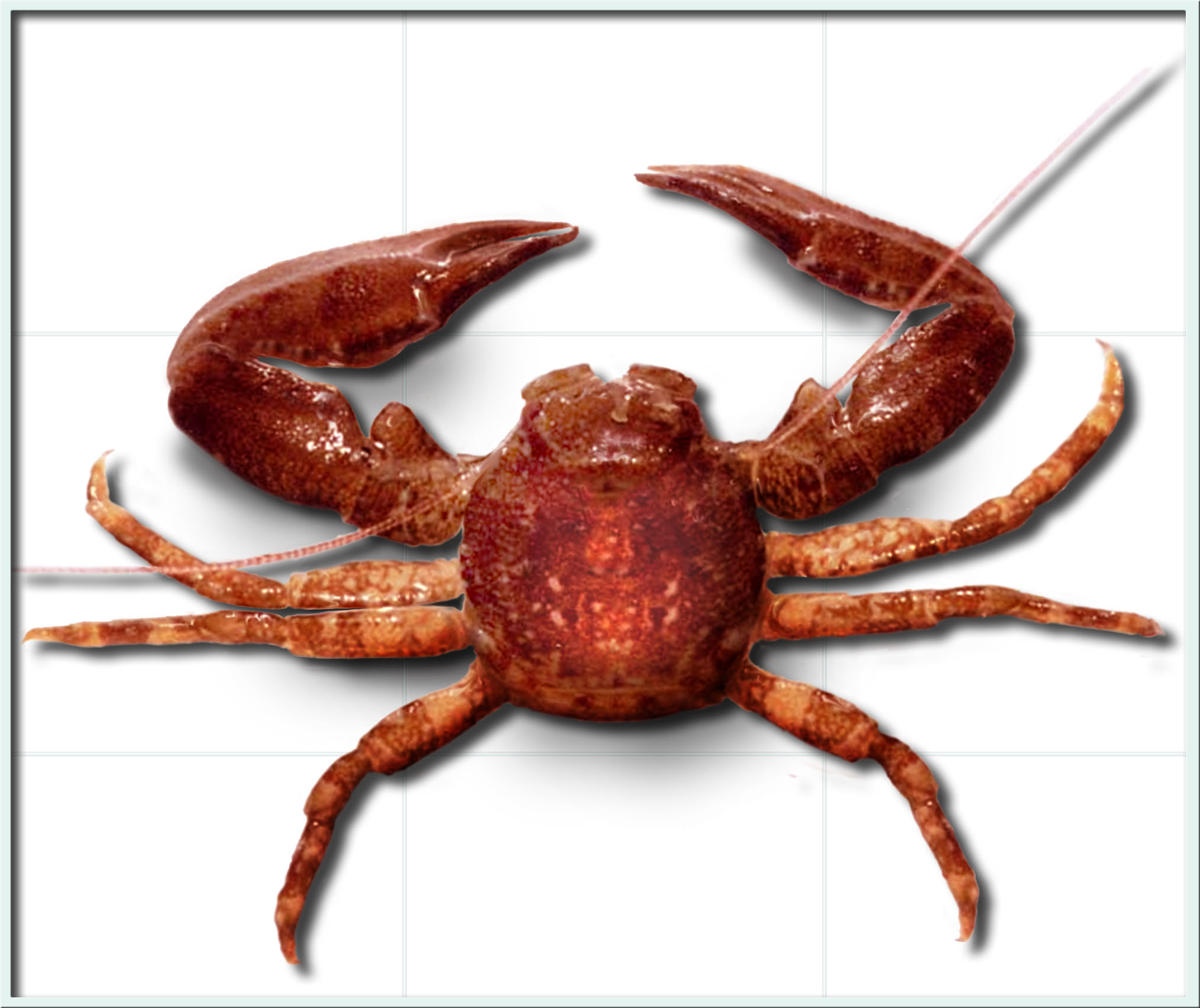
Un « crabe porcelaine » (Pisidia longicornis), du groupe des galathées
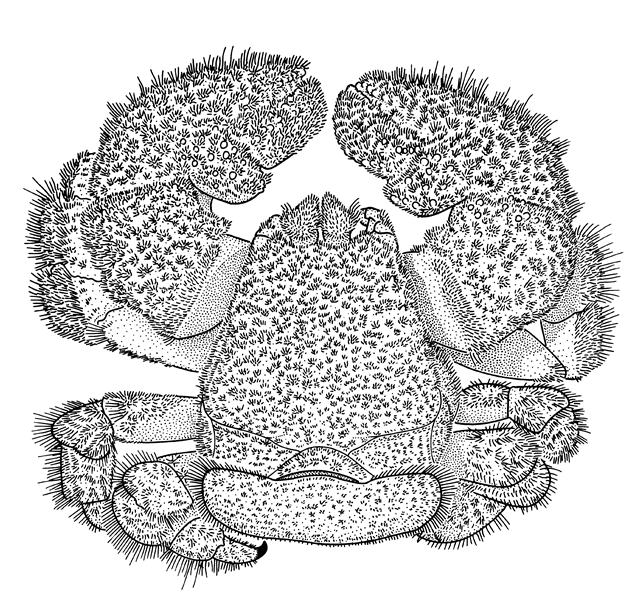
Lomis hirta, espèce isolée d'un groupe ancien de crustacés anomoures
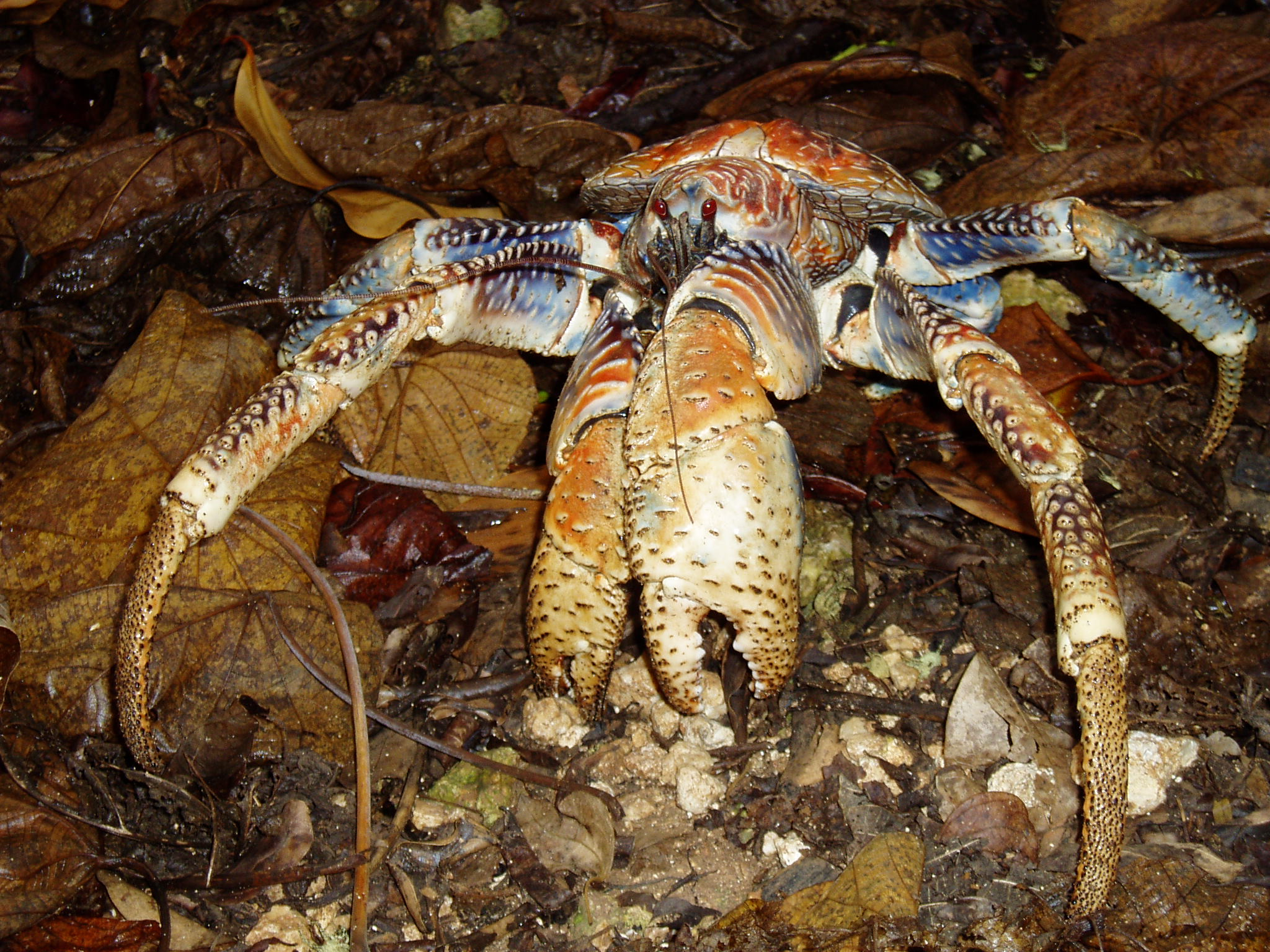
Un « crabe des cocotiers » (Birgus latro), en fait un bernard-l'ermite sans coquille

### Crabes royaux

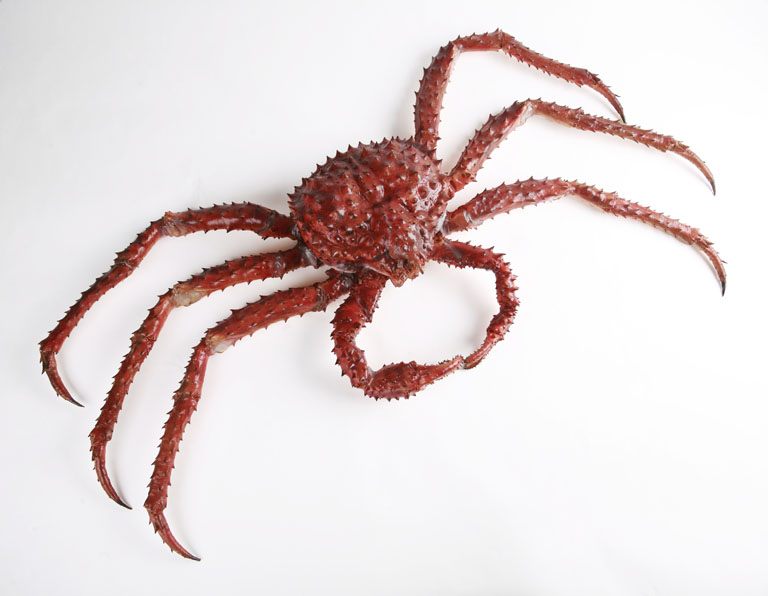
Un Crabe royal du Khamtchatka dans la collection du Children's Museum of Indianapolis.

L'évolution de la famille des Lithodidae (les crabes royaux) à partir des pagures a été  particulièrement étudiée ; leur biologie apporte des preuves en faveur de cette théorie. Par exemple, la plupart des bernard-l'hermite sont asymétriques, pour assurer leur entrée dans les coquilles d'escargots qui leur servent d'abri ; l'abdomen des crabes royaux, bien qu'ils n'utilisent pas d'abri, est également asymétrique,,,.

### Hypercarcinisation
Une forme plus poussée encore de carcinisation, appelée « hypercarcinisation », se rencontre chez le crabe porcelaine Allopetrolisthes spinifrons (en). Il présente une forme de dimorphisme sexuel similaire à celui des vrais crabes, les mâles ayant un abdomen plus court que celui des femelles.